# Natrampalli
Natrampalli é uma panchayat (vila) no distrito de Vellore, no estado indiano de Tamil Nadu.

## Demografia
Segundo o censo de 2001,  Natrampalli  tinha uma população de 9076 habitantes. Os indivíduos do sexo masculino constituem 49% da população e os do sexo feminino 51%. Natrampalli tem uma taxa de literacia de 71%, superior à média nacional de 59.5%: a literacia no sexo masculino é de 77% e no sexo feminino é de 64%. Em Natrampalli, 12% da população está abaixo dos 6 anos de idade.